# CitySpire Center
Dissenyat per Helmut Jahn, acabat el 1987, el CitySpire Center és el gratacel més alt de New York d'ús mixt residencial i comercial (248 metres i 75 pisos). Es troba a Midtown Manhattan, al carrer 56, no lluny del sud de Central Park. És situat al costat de dos altres gratacels d'alçada comparable: la Metropolitan Tower i la Carnegie Hall Tower.
És el vuitè immoble més alt de New York, el 35è als Estats Units i el 93è al món. Els 23 primers nivells són ocupats per empreses comercials, i la part superior és dividida en pisos de luxe, cada vegada més espaiós a mesura que hom s'apropa al cim.